# Ander Balázs
Ander Balázs (Nagyatád, 1976. december 11. –) magyar politikus, 2014–2022 között országgyűlési képviselő a Jobbik színeiben, majd 2022. szeptember 26-tól újból a Jobbik színeiben lett országgyűlési képviselő. 2020-tól a Jobbik alelnöke.

## Családja
Apja a katasztrófavédelem nyugalmazott alezredese, anyja rokkantnyugdíjas népművelő. Mindkét szülője kisparaszti családból származik. Húga rendőr altiszt. 2005 óta nős, felesége a Nyugat-magyarországi Egyetemen tanult. Két fiuk született, 2006-ban Botond és 2011-ben Nimród.

## Életútja
1992 óta Barcson lakik, és itt is dolgozik mióta diplomát szerzett a Pécsi Tudományegyetem Bölcsészettudományi Karán. 2003-tól kezdve a barcsi Dráva Múzeum művelődésszervezőjeként dolgozott, illetve ezzel párhuzamosan a Barcsi Ipari és Kereskedelmi Szakiskola történelemtanára lett.

## Jobbikosként
Elnöke a Jobbik Barcsi Alapszervezetének. 2010 őszén a Jobbik listavezetőjeként került Somogy megyei Közgyűlésébe. A megyei önkormányzat először a Kisebbségi, Egyházi és Civil bizottság elnökeként, illetve a Gazdasági Bizottság tagjaként, majd a bizottsági struktúra átalakulását követően a Területfejlesztési Bizottság tagjaként tevékenykedett.
2014-től kezdve országgyűlési képviselő és az országgyűlés Nemzeti összetartozás bizottságának a tagja.
A 2021-es ellenzéki előválasztáson a Jobbik jelöltjeként, a Mindenki Magyarországa Mozgalom támogatásával indult és győzött a barcsi választókörzetben. A 2022-es országgyűlési választáson vereséget szenvedett Szászfalvi Lászlótól, és nem jutott a parlamentbe.